# HMS Exeter (1680)
HMS Exeter — английский 70-пушечный линейный корабль третьего ранга. Строился Генри Джонсоном (англ. Henry Johnson) на верфи в Блэкуолле (Лондон) по контракту, заключённому 20 февраля 1678 года. Спущен на воду в марте 1680 года.
10 июля 1690 года участвовал в Бичи-Хедском сражении. В 1691 году пострадал от взрыва на борту. В том же году превращён в блокшив. Разобран в Портсмуте в 1717 году.